# Georg Paucker
Georg Paucker (* 25. September 1910 in München; † 16. Juli 1979 ebenda) war ein deutscher Kurzschrifttheoretiker und -praktiker sowie der Erfinder der Deutschen Notizschrift.

## Wirken auf stenografischem Gebiet
Bereits mit 13 Jahren erlernte Georg Paucker zunächst im Selbstunterricht, dann auf dem Gymnasium, das Stenografie-System Gabelsberger. Ab 1924 wechselte er zur neu herausgekommenen Deutschen Einheitskurzschrift. Ab 1929 erlernte er deren Oberstufe, die Redeschrift. Im Jahre 1931 legte er bei der Industrie- und Handelskammer die Prüfung in Kurzschrift bei einer Schreibzeit von 10 Minuten mit 300 Silben pro Minute ab. Im Februar 1932 wurde Paucker Stenografenanwärter beim Bayerischen Landtag und wechselte nach Auflösung des Landtags als Pressereferent des Reichsministers Dr. Hans Frank und des Nationalsozialistischen Rechtswahrerbundes nach Berlin. Eine neue Höchstleistung in Handelskammerprüfungen wurde durch ihn im Herbst 1932 aufgestellt, als er 10 Minuten lang 360 Silben pro Minute schrieb. 1937 wurde Georg Paucker mit 400 Silben pro Minute Deutscher Kurzschriftmeister. Im Jahre 1943 schrieb er während eines Urlaubs als Soldat vor einem Prüfungsausschuss der Deutschen Stenografenschaft an drei aufeinander folgenden Tagen 10 Minuten lang 400 Silben, 5 Minuten lang 440 Silben und drei Minuten lang 480, eine bis dahin in deutscher Sprache nicht erreichte Höchstleistung. 1950 stenografierte er 260 Silben pro Minute in der Verkehrsschrift der Deutschen Einheitskurzschrift nach der Urkunde von 1936; dieser „Verkehrsschriftrekord“ besteht bis heute.
Georg Paucker war auch der Verfasser verschiedener Lehrbücher der Deutschen Einheitskurzschrift. Große Verdienste erwarb er sich auch in der stenografischen Praktikerausbildung. So brachte er auch einen Fernlehrgang für Eilschriftpraxis heraus.
Paucker war als Vertreter des Deutschen Gewerkschaftsbundes maßgeblich – und jahrelang gegen den erheblichen Widerstand des Deutschen Stenografenbundes – an der Reform der Deutschen Einheitskurzschrift beteiligt. 1966 erfand er die so genannte Deutsche Notizschrift, auch DENO genannt. Diese Abkürzungsschrift der Langschrift, also der herkömmlichen Schreibschrift, enthält auch stenografische Zeichen. Das Regelwerk ist auf die stenografischen Kürzungsgrundsätze ausgerichtet. Sie ist leichter erlernbar als die herkömmliche Kurzschrift. Durch diese Veröffentlichung zog sich Paucker erneut die erbitterte Gegnerschaft des Deutschen Stenografenbundes zu.

## Begründer verschiedener Bildungseinrichtungen
Im Jahre 1953 gründete Paucker das Berufsfortbildungswerk des Deutschen Gewerkschaftsbundes, die größte Bildungseinrichtung Deutschlands nach den Volkshochschulen.
1958 erfolgte durch Georg Paucker die Gründung der noch heute bestehenden Europasprachklub GmbH mit Sitz in München und Düsseldorf. Seit 1988 ist der Sitz in Stuttgart. Bereits in den 1960er Jahren bot der Europasprachklub neben rund 200 Sprachlehrgängen in vielen Ländern auch zwei- bis vierwöchige Ferien bei ausgewählten ausländischen Gastfamilien in England, Schottland, Irland, Frankreich, Spanien, Italien, Schweden, Dänemark und der französischsprachigen Schweiz an. In München wurden die Sommerlehrgänge „Deutsch für Ausländer“ abgehalten.

## Gründung von Feinschmecker-Seminaren
Die Feinschmecker-Seminare Exquisite Küche wurden von Georg Paucker 1966 gegründet. Sie hatten das Ziel, die französische Esskultur in Deutschland einzuführen und Hobbyköchen in Seminaren bei Spitzenköchen im In- und Ausland Gelegenheit zu geben, ihre Kochkenntnisse zu verfeinern.

## Georg Paucker und die innerdeutsche Grenze
Im Alter von 65 Jahren ging Paucker 1975 als wahrscheinlich erster und einziger Deutscher die gesamte damalige Grenze zwischen der DDR und der Bundesrepublik Deutschland zu Fuß ab (über 1.300 km) und veröffentlichte 1976 im Eigenverlag das Buch „Der deutsche Zaun – Mitten durchs Herz“. 1980 erschien im Goldman-Wilhelm-Verlag in München „Die blutende Grenze“. Rund 1.650 Dias sowie 42 Kassetten mit je 90 Minuten Aufnahmedauer entstanden während des langen und anstrengenden Marsches; eine historische Sammlung, die sein Sohn, der Opernsänger Georg Paucker jun., verwaltet.